# Cornelia Schroeder-Piller
Cornelia Schroeder-Piller (* 4. August 1960 in Bogotá, Kolumbien) war von 2007 bis 2011 Bezirksamtsleiterin des Hamburger Bezirks Wandsbek.

## Familie und Beruf
Schroeder-Piller wurde 1960 in Kolumbien geboren und zog mit ihrer Familie 1971 nach Hamburg. Dort machte sie auch ihr Abitur und studierte an der Universität Hamburg Jura. Sie wohnt zusammen mit ihrem Ehemann Michael Piller in Harvestehude im Bezirk Eimsbüttel.
Cornelia Schroeder-Piller gehört der CDU an.
Zunächst war sie unter anderem Wissenschaftliche Mitarbeiterin der CDU-Bürgerschaftsfraktion, Persönliche Referentin des damaligen CDU-Fraktionsvorsitzenden in Hamburg, Ole von Beust, sowie Leiterin des Stabsbereichs "Protokoll Inland und Konsularangelegenheiten" in der Senatskanzlei und Leiterin der Präsidialabteilung der Behörde für Soziales, Familie, Gesundheit und Verbraucherschutz unter der Senatorin Birgit Schnieber-Jastram.
Vom 1. März 2007 bis Ende Juni 2011 war Schroeder-Piller Bezirksamtsleiterin des Bezirks Wandsbek. Nach ihrem Ausscheiden aus diesem Amt arbeitet sie seit Oktober 2011 in der Innenbehörde der Freien und Hansestadt Hamburg.

## Sonstiges
- bis September 1994 Mitarbeiterin der CDU-Bürgerschaftsfraktion für den parlamentarischen Untersuchungsausschuss „Hamburger Polizei“[4]
- ab November 1994 bis Dezember 1996 als Regierungsrätin Tätigkeit als Regierungsrätin im Arbeitsstab des parlamentarischen Untersuchungsausschusses „Hamburger Polizei“[5]
- Mai 1998 bis September 1999 Mitarbeiterin der CDU-Bürgerschaftsfraktion für den parlamentarischen Untersuchungsausschuss „Vergabe und Kontrolle von Aufträgen und Zuwendungen durch die Freie und Hansestadt Hamburg“[6]
- 2001 bis 2002 Mitglied der Deputation der Behörde für Wissenschaft und Forschung
- seit dem 24. Januar 2001 Stellvertretendes Mitglied im Richterwahlausschuss